# Hemiblossia nigritarsis
Hemiblossia nigritarsis är en spindeldjursart som beskrevs av Lawrence 1960. Hemiblossia nigritarsis ingår i släktet Hemiblossia och familjen Daesiidae. Inga underarter finns listade i Catalogue of Life.